# Opendoor
Opendoor Technologies Inc. ist ein US-amerikanisches Onlineimmobilienunternehmen mit Sitz in San Francisco. Es macht Immobilienverkäufern über ein Online-Verfahren Bargeldangebote für Immobilien, verbessert und repariert die gekauften Immobilien und bietet sie erneut zum Verkauf an. Dieser Prozess ist als iBuying bekannt.

## Geschäftsmodell
Immobilieneigentümer können ihre Immobilien auf der Online-Plattform zum Verkauf anbieten. Wenn das Gebot angenommen wird, kauft Opendoor die Immobilie so, wie sie ist, und erhebt eine Gebühr, die mit den Provisionen vergleichbar ist, die Immobilienmakler im Gegenzug für die Bequemlichkeit eines schnellen Verkaufsabschlusses ohne Hausbesichtigungen verlangen.
Opendoor führt dann die notwendigen Reparaturen durch, bevor es die Immobilie erneut anbietet. Durch diesen Prozess ist das Unternehmen in der Immobilienbranche als iBuyer bekannt. Durch diesen Prozess führt Opendoor einen Bestand an Häusern. Im Jahr 2019 berichtete das Unternehmen, dass die durchschnittliche Zeit, in der eine Immobilie vom Unternehmen gehalten wird, 90 Tage beträgt.

## Geschichte
Opendoor wurde im März 2014 von Keith Rabois, Eric Wu, Ian Wong, JD Ross gegründet. Rabois hatte davor bereits in eine Reihe von Unternehmen investiert und Wu hatte zuvor Movity gegründet, ein von Trulia übernommenes Immobilien-Startup. Nachdem das Unternehmen im Mai 2014 in einer von Khosla Ventures geleiteten Finanzierungsrunde 9,95 Mio. US-Dollar eingesammelt hatte, nahm es den Betrieb auf. 2018 investierte Softbank 400 Millionen US-Dollar in das Unternehmen. Im Jahr 2019 sammelte es in einer von General Atlantic angeführten Finanzierungsrunde 300 Mio. US-Dollar ein. Die Unternehmensbewertung lag zu diesem Zeitpunkt bei 3,8 Mrd. Dollar.
Im August 2019 führte Opendoor Hypothekendienste durch Opendoor Home Loans ein, ein hauseigenes Hypothekengeschäft. Im September 2019 erwarb es das nationale Titel- und Treuhandunternehmen OS National, was die Integration von Titel-, Treuhand- und Abschlussdienstleistungen in sein Geschäftsangebot ermöglichte.
Im Dezember wurde Opendoor durch eine Fusion mit Social Capital Hedosophia Holdings Corp II, einer von Chamath Palihapitiya geleitete Zweckgesellschaft, an der Technologiebörse NASDAQ gelistet. Partner von Social Capital in der Zweckgesellschaft ist der Londoner Investmentfonds Hedosophia, zu dessen wichtigsten Geldgebern Michael Bloomberg zählt.